# Battaglia del Totopotomoy Creek
La battaglia di Totopotomoy Creek (detta anche battaglia di Bethesda Church, Crumps Creek, Shady Grove Road e Hanovertown) è stata un episodio della guerra di secessione americana combattuto nel maggio 1864 nell'ambito della campagna Terrestre del generale Grant contro l'Armata Confederata della Virginia Settentrionale del generale Lee

## Contesto
A seguito della battaglia di North Anna, Grant continuò con la sua strategia che era quella di cercare di aggirare il fianco destro di Lee spingendolo verso una grande battaglia in campo aperto.
Il 27 maggio 1864, raggiunta la sponda settentrionale del Pamunkey River, la cavalleria nordista costruì una testa di ponte verso la sponda meridionale del fiume. L'indomani Lee attaccò le linee nordiste nei pressi di battaglia di Haw's Shop nel tentativo di respingerle.
L'azione a Haw's Shop permise a Lee di farsi un'idea delle posizioni di Grant ma le forze confederate continuavano ad essere a corto di rifornimenti e di uomini a causa del sabotaggio alla linea ferroviaria centrale della Virginia. Per questo motivo Lee chiese al generale de Beauregard. Questi, preoccupato dalla minaccia rappresentata dalle forze di Benjamin Franklin Butler (che erano quasi alle porte di Richmond) a inizialmente non volle concedere aiuti. Solo l'intervento del presidente confederato Jefferson Davis spinse de Beauregard ad inviare a Lee 7 000 uomini.
Il 29 maggio Grant avanzò verso Totopotomoy Creek dove si scontrò con le linee nemiche composte dalle truppe del generalmaggiore Richard Heron Anderson e del generalmaggiore Ambrose Powell Hill e da una divisione (guidata da John C. Breckinridge) che era appena tornata dalla Valle dello Shenandoah.

## La battaglia
Il 30 maggio Grant ordinò un'avanzata generale ma gli uomini di Lee respinsero l'attacco.
Il generale George G. Meade comandante dell'Armata del Potomac diede disposizione ai suoi uomini di riserva di sostenere l'operazione ma questi arrivarono troppo tardi per avere effetti sulla battaglia.
Nel frattempo i due eserciti si scontravano anche più a est nella battaglia di Old Church.

## Conseguenze
Nonostante le perdite da ambo le parti, la battaglia non comportò significativi risultati per nessuno.
Ciò che maggiormente preoccupava Lee erano le notizie circa ulteriori rinforzi che stavano per arrivare a Grant: circa 16 000 uomini sotto il comando del generalmaggiore William Farrar Smith che, su indicazione di Butler si erano separati dall'Armata del James e discendendo lungo il corso del fiume James e dello York River stavano raggiungendo il Pamunkey.